# Bessenayla balachowskyi
Bessenayla balachowskyi är en insektsart som beskrevs av Goux 1988. Bessenayla balachowskyi ingår i släktet Bessenayla och familjen ullsköldlöss.
Artens utbredningsområde är Frankrike. Inga underarter finns listade i Catalogue of Life.